# Пил, Джордж
Джордж Пил (англ. George Peele; 25 июля 1556 — 9 ноября 1596) — английский драматург.

## Биография
Джордж Пил был крещён 25 июля 1556 года. Его отец, возможно, принадлежал к семейству из Девона, он был клерком в учебном заведении «Госпитале Христа»; написал два трактата о бухгалтерском деле. Начальное образование Пил получил в «Госпитале Христа»; поступил в Пемброк-колледж (Оксфорд) в 1571 году. В 1574 году выпустился из Крайст-черча; получил степень бакалавра (1577), затем степень магистра (1579).
Пил получил похвалу от доктора Уильяма Гейджера за перевод фрагмента «Ифигении»[уточнить] Еврипида на английский язык.
Женился около 1583 года на женщине, средства которой быстро растратил. Роберт Грин в конце своих памфлетов Greene’s Groatsworth of Wit, bought with a million of Repentaunce призывает Пила к раскаянию, говоря, что он «сам себя довёл до крайних мер существования» («been driven to extreme shifts for a living»).
Анекдоты о его безрассудной жизни были описаны (в связи с его именем) в его же сборнике Merrie conceited Jests (напечатан в 1607 году). Многие из историй были известны и до издания сборника анекдотов, связанных с именем Пила; не исключено, что многие из них могли быть и вправду биографичны. Сборник в некоторой степени был исходным материалом для пьесы «Пуританин» и одной из работ Шекспира «Апокрифы».
Пил умер от оспы, похоронен 9 ноября 1596 года. В честь Пила названо одно из восьми общежитий кампуса школы Крайстс Хоспитал в Хоршаме.

## Пьесы
Его пасторальная комедия «Суд Париса» была поставлена в Королевской часовне для королевы Елизаветы I в 1581 году и была напечатана анонимно в 1584 году. В 1593 году была напечатана пьеса «Эдуард I». Эта хроника намечает переход от старых хроникальных пьес к исторической драме Шекспира.

## Поэмы
Среди написанных по случаю поэм Пила есть «Честь подвязки», которая содержит в себе его суждения о современниках, и «Полигимния», в которой белым стихом описана церемония отставки королевского фаворита сэра Генри Ли. На тему церемонии отставки также написана поэма «Прощай, оружие» («Farewell to Arms»), название которой Эрнест Хемингуэй использовал для своего одноимённого романа.